# 124 (szám)
A 124 (százhuszonnégy) a 123 és 125 között található természetes szám. Érinthetetlen szám: nem áll elő pozitív egész számok valódiosztóösszeg-függvényeként. Huszonkétszögszám. Ikozaéderszám. Csillagtestszám.

## A szám a kultúrában
Senecának 124 erkölcsi kérdéseket tárgyaló levele (Epistulae morales ad Lucilium) van.